# Laurent Voulzy
Laurent Voulzy, właśc. Lucien Voulzy (ur. 18 grudnia 1948 w Paryżu) – francuski piosenkarz i kompozytor.

## Życiorys
Voulzy urodził się w 18. dzielnicy Paryża, a wychowywał się w Nogent-sur-Marne. Mieszkał tam do czasu odniesienia sukcesu z Rockcollection, potem wybudował siedzibę i studio nagraniowe na brzegu Marny.
Początkowo stał na czele zainspirowanego angielskim popem zespołu Le Temple de Vénus, a potem dołączył jako gitarzysta do zespołu Pascala Danela, z którym grał w latach 1969–1974. Jednak największą popularność zdobył w spółce kompozytorskiej z Alainem Souchonem oraz podczas swojej solowej kariery piosenkarskiej, która trwał wiele lat i zaowocowała kilkunastoma popularnymi albumami.
Laurent Voulzy wylansował światowy przebój „Rockollection”. Tekst francuski był połączony z fragmentami klasycznych anglojęzycznych przebojów rockowych.
Album La Septième Vague wydany w 2006 roku okazał się dużym komercyjnym sukcesem i dotarł do 1. miejsc dwóch europejskich list przebojów: we Francji i w Belgii. W 2007 roku Voulzy z francuskim gitarzystą Jean-Pierre Danelem nagrał przebojowy album Guitar Connection 2.
Współpracował z irlandzką grupą pop The Corrs przy coverze piosenki duetu The Everly Brothers „All I Have to Do Is Dream”, w której zaśpiewał i zagrał na gitarze.

## Dyskografia

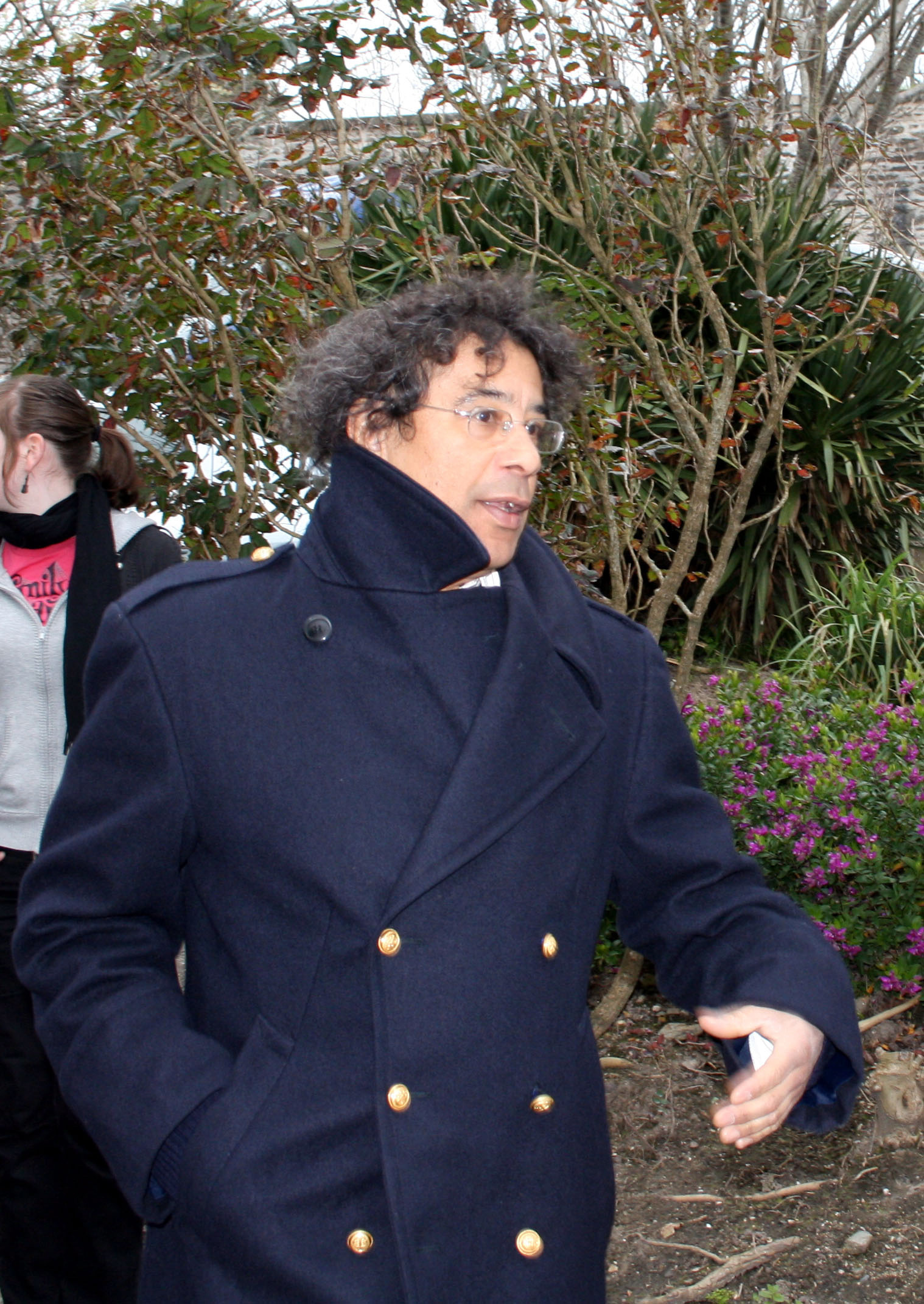
Laurent Voulzy (2007)

### Albumy
Studyjne
- 1979: Le Coeur Grenadine (RCA)
- 1983: Bopper En Larmes (RCA)
- 1992: Caché Derrière (Ariola)
- 2002: Avril (RCA)
- 2006: La Septième Vague (RCA)

Koncertowe
- 1994: Voulzy Tour (Ariola)
- 2004: Le Gothique Flamboyant Pop Dancing Tour (RCA)

Kompilacyjne
- 2003: Saisons (RCA, 1977–2003)
- 2002: Les Essentiels (RCA, 1977–1988)